# 17035 Velichko
17035 Velichko (1999 FC10) là một tiểu hành tinh vành đai chính.